# Poa juncifolia
Poa juncifolia är en gräsart som beskrevs av Frank Lamson Scribner. Poa juncifolia ingår i släktet gröen, och familjen gräs. Inga underarter finns listade i Catalogue of Life.

## Bildgalleri

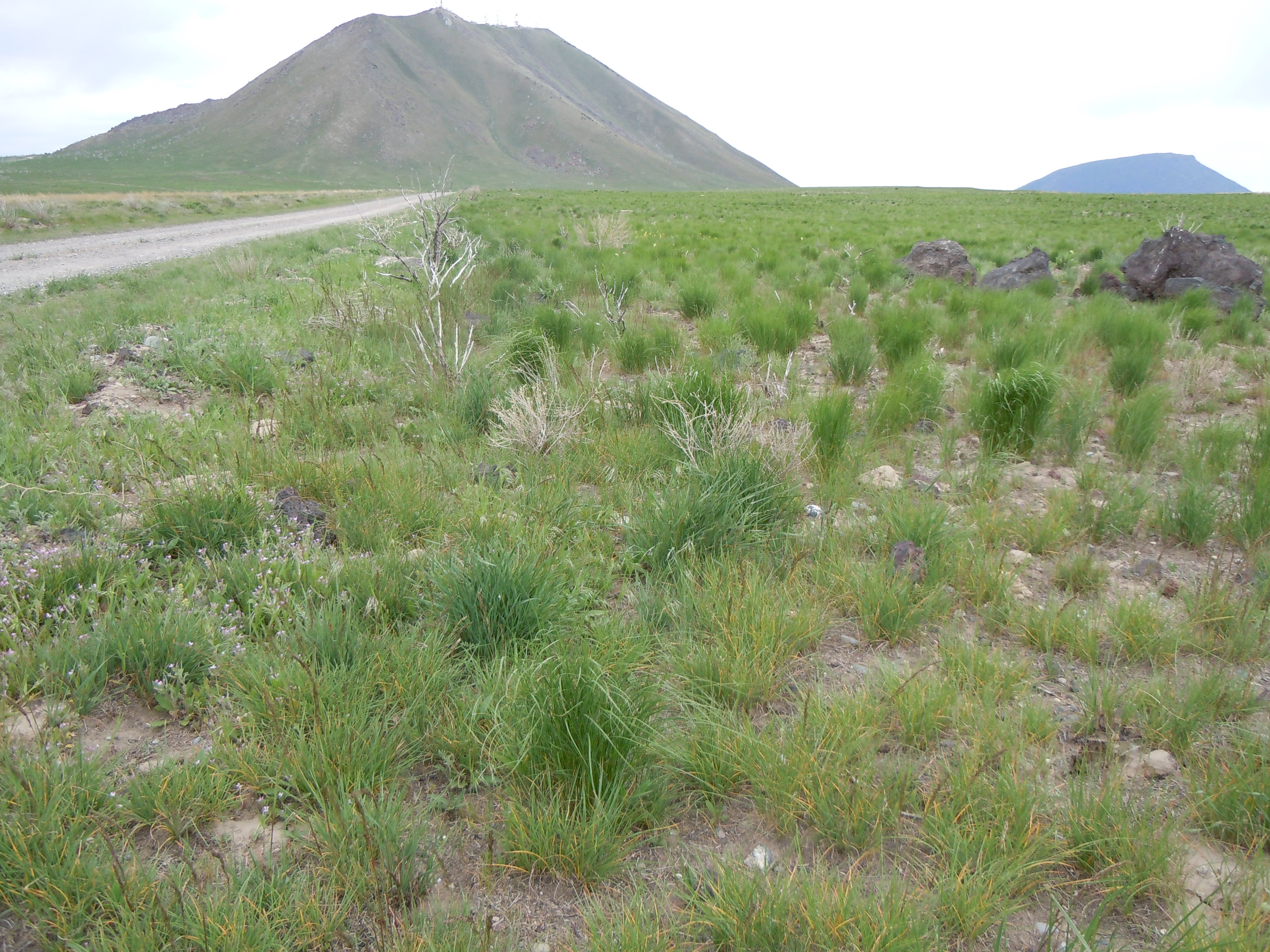
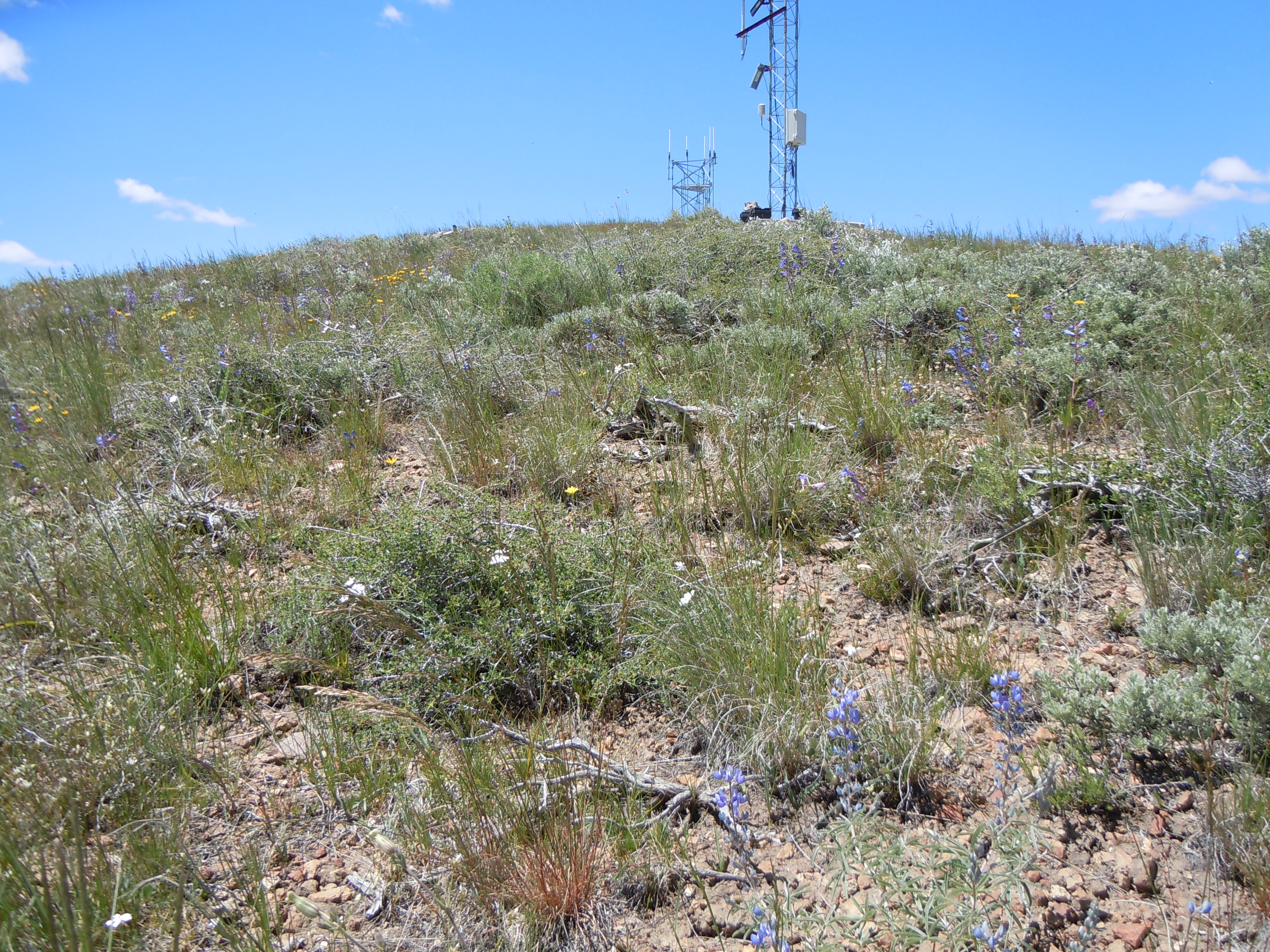
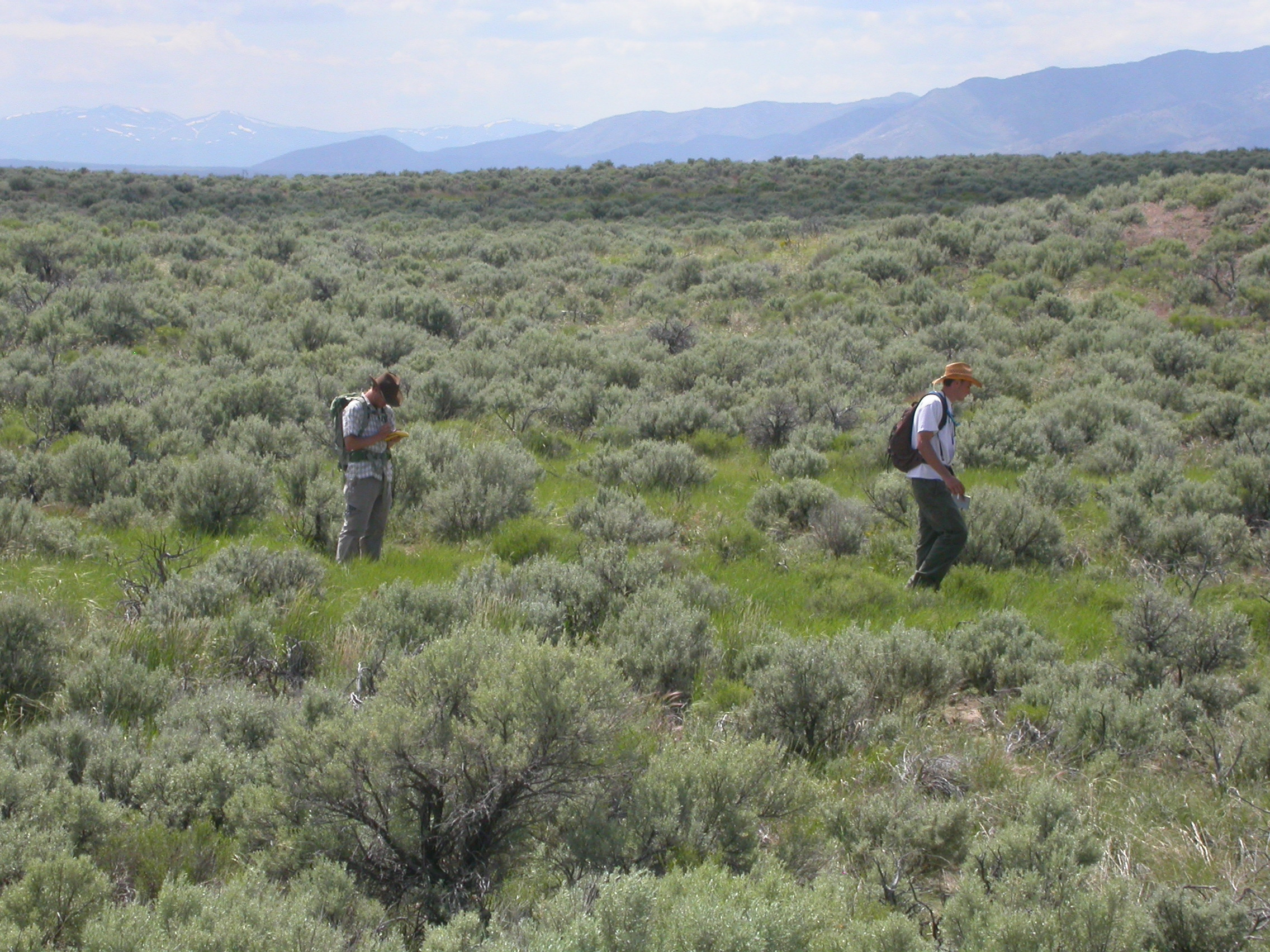
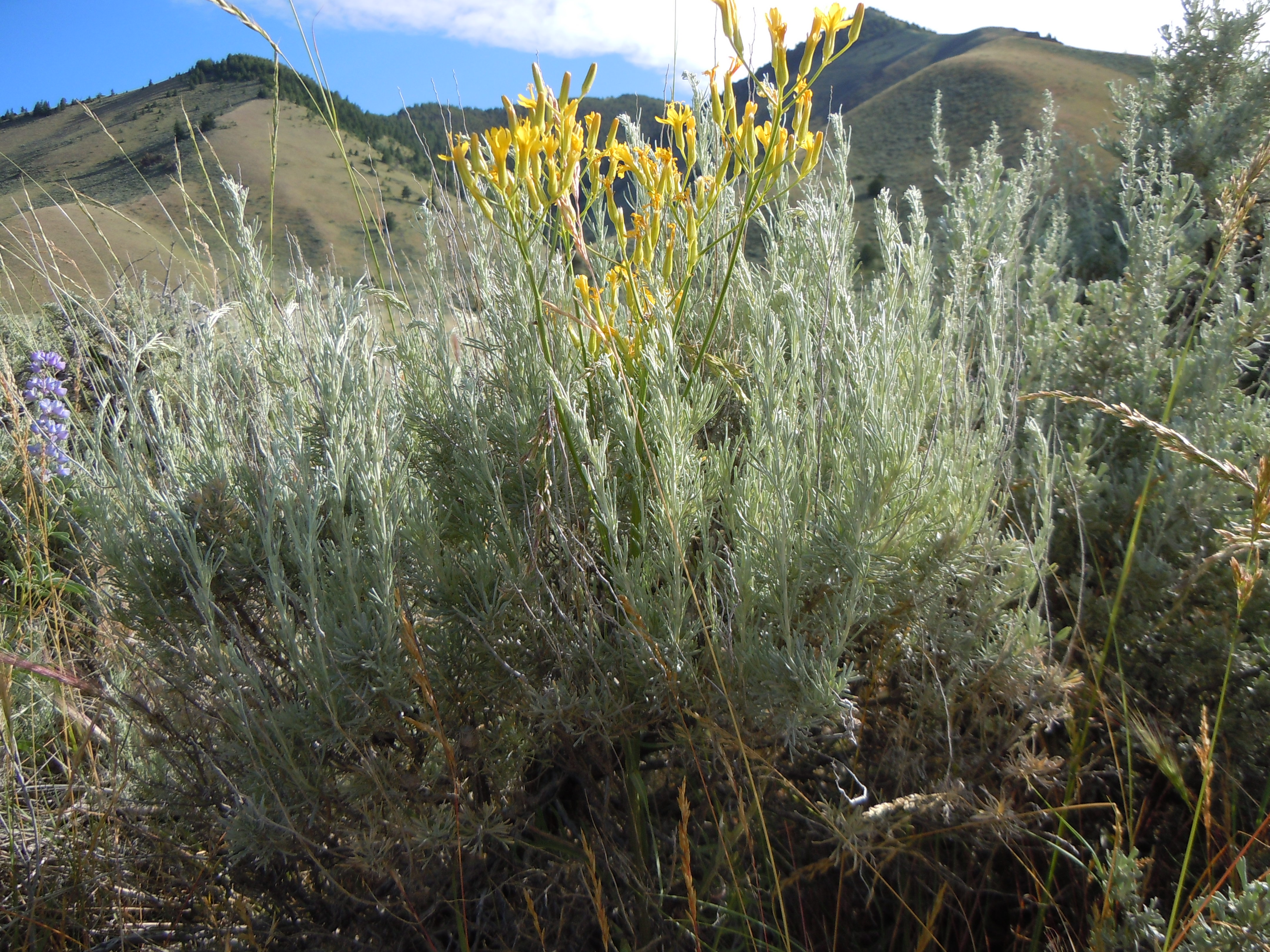